# باغ چنار (کوهرنگ)
باغ چنار (کوهرنگ)، روستایی از توابع بخش بازفت شهرستان کوهرنگ در استان چهارمحال و بختیاری ایران است.

## جمعیت
این روستا در دهستان بازفت قرار دارد و براساس سرشماری مرکز آمار ایران در سال ۱۳۸۵، جمعیت آن ۳۴۹ نفر (۵۴خانوار) بوده‌است.